# سلرا کورپوریشن
سلرا کورپوریشن (انگلیسی: Celera Corporation) شرکت فناوری اطلاعات آمریکایی است، که در سال ۱۹۹۸ توسط کریگ ونتر تأسیس شد.